# Tropico 3
Tropico 3 – gra komputerowa z gatunku strategii czasu rzeczywistego (RTS), wyprodukowana przez bułgarską firmę Haemimont Games, wydana przez Kalypso Media. Premiera gry na Windows miała miejsce 20 października 2009, a na platformę Xbox 360 13 listopada 2009.

## Opis
Fabuła nawiązuje do pierwszej części gry, natomiast w tej gracz „podstępnym i podejrzanym sposobem, przejmuje władzę na karaibskiej wysepce Tropico, gdzie obejmuje urząd wszechpotężnego El Presidente”. Wyspa ma położenie bardzo strategiczne, dlatego dwa supermocarstwa, USA oraz ZSRR, starają się podporządkować niepodległy kraj dla swoich własnych machinacji.
Podobnie jak pierwsza wersja gry także Tropico 3 posiada ścieżkę dźwiękową w stylu latynoamerykańskim, która nadaje grze odpowiedni charakter.

## Tryby rozgrywki
Autorzy dali do użytku kilka różnych typów gry. Pierwszy typ gry to kampania, składająca się z 15 oddzielnych, niepowiązanych (choć w jednej z misji zostaje wspomniana nazwa z innej) zadań. Drugim typem jest zabawa, czyli po prostu wolna gra, w której na początku ustalamy poszczególne jej zasady. Ostatni typ to wyzwania, które tworzone są i rozgrywane w sieci internetowej.

## Rozgrywka
W grze ujęto wiele aspektów, z których każdy jest ważny. Odpowiednie zastosowanie każdego z nich jest niezbędne, aby osiągnąć wyznaczone cele. Niewłaściwe działania lub ich brak przyczyniają się do znacznego utrudnienia gry, dlatego nie należy zaniedbywać jakiegokolwiek z nich.

### Awatar
Po uruchomieniu danej misji, pojawia się okienko wyboru Awatara gracza, czyli postaci, którą w danym zadaniu gracz będzie kierował jako El Presidente. Można utworzyć własną osobę lub wybrać którąś z dostępnych.
Wśród dostępnych postaci znajdują się m.in. Fidel Castro, Che Guevara, Hernandez Martinez, „Papa Doc” Duvalier, Juan Perón, Augusto Pinochet, Antonio Salazar, Anastasio Somoza, Senior, Manuel Noriega, Rafael Trujillo i Eva „Evita” Perón, a także kilka fikcyjnych osób.

#### Wygląd i cechy Awatara
Tworząc osobę El Presidnete, można wybrać jego wygląd spośród różnorodnych możliwości. Możliwe jest wybranie płci, koloru skóry, fryzury, kostiumu, nakrycia głowy, akcesoriów, kolczyków (tylko u kobiet) lub wąsów i brody (tylko u mężczyzn).
Prócz wyglądu, liczy się wnętrze. Dlatego autorzy oddali do dyspozycji gracza liczne opcje, które znacząco wpływają na grę. Umożliwiono wybranie tła, drogi do władzy, dwóch zalet i dwóch wad. Niektóre tła, drogi do władzy, zalety i wady mogą się wykluczać wzajemnie, dlatego trzeba z rozwagą dobierać poszczególne elementy.

## Technika
W grze został wykorzystany nowy silnik grafiki 3D, przez co ma ona realistyczny wygląd. Oprócz tego w grze mieszkańcy wyspy mogą prowadzić samochody oraz ciężarówki i limuzyny. Podobnie jak w pierwszej części, także i w Tropico 3 „El Presidente” towarzyszy doradca, który w humorystyczny sposób informuje gracza o wydarzeniach na wyspie.